# Il turbine del passato
Il turbine del passato (Indiscreet Corinne) è un film muto del 1917 diretto da John Francis Dillon. Protagonista del film è Olive Thomas, qui nei panni di una giovane e ricca ereditiera che, annoiata dalla sua vita che lei reputa troppo tranquilla, va alla ricerca di emozioni.

## Trama
Il tedio della sua vita di ricca ereditiera rode Corinne Chilvers che, un giorno, viene attirata da un annuncio sul giornale nel quale, per un lavoro, si richiede una donna con un passato. Assunta da un'agenzia che le prospetta il matrimonio con Nicholas Fenwick, un ricco sudamericano, Corinne - per risultare una donna interessante agli occhi di Fenwick - si fa passare per una ballerina mascherata. Deve però vedersela con una rivale, Pansy Hartley, una donna dai trascorsi veramente poco limpidi che aspira pure lei alla conquista del sudamericano. Dopo una serie di disavventure, Corinne riesce a far innamorare il milionario ma i suoi genitori, scandalizzati dal comportamento avventato della figlia, negano la loro benedizione a quel matrimonio.
Quando Corinne avvisa i suoi datori di lavoro di essere riuscita nell'impresa che le era stata assegnata, scopre che, in realtà, tutta la storia non era altro che una trovata pubblicitaria: l'avventura arriva alla sua conclusione quando i due protagonisti convolano a nozze. I due sposi, ambedue senza un soldo, adesso devono trovare il modo di intenerire i Chilvers: il novello genero, dopo aver incontrato i genitori di Corinne, riesce a ottenere il perdono per il comportamento scandaloso dell'avventata ragazza che riconquista l'affetto dei suoi.

## Produzione
Il film fu prodotto dalla Triangle Film Corporation.

## Distribuzione
Distribuito dalla Triangle Distributing, il film uscì nelle sale cinematografiche statunitensi il 11 novembre 1917.
In Italia, la domanda per il visto di censura fu presentata il 10 giugno 1919, ricevendo l'approvazione il 26 marzo 1920 per una versione di 1253 metri che ottenne il visto numero 15037 con il titolo Il turbine del passato.
Copia completa della pellicola si trova conservata negli Archives Du Film Du CNC di Bois d'Arcy.